# Benedeniella posterocolpa
Benedeniella posterocolpa är en plattmaskart. Benedeniella posterocolpa ingår i släktet Benedeniella och familjen Capsalidae. Inga underarter finns listade i Catalogue of Life.